# Пунква
Пу́нква (чеш. Punkva) — река на востоке Чехии. Течёт по территории района Бланско в Южно-Моравском крае и района Простеёв в Оломоуцком крае. Левый приток нижнего течения Свитавы. Самая длинная подземная река Чехии.
Длина реки составляет 26 км. Площадь водосборного бассейна равняется 170,87 км². Средний расход воды — 0,96 м³/c.
Начинается на границе Оломоуцкого и Южно-Моравского краёв возле горы Скали на возвышенности Драганска-Врховина. До слияния с Била-Вода известна также под названием Луга (чеш. Luha). Впадает в Свитаву на южной окраине города Бланско.